# Marsz Głodnych w Sanoku

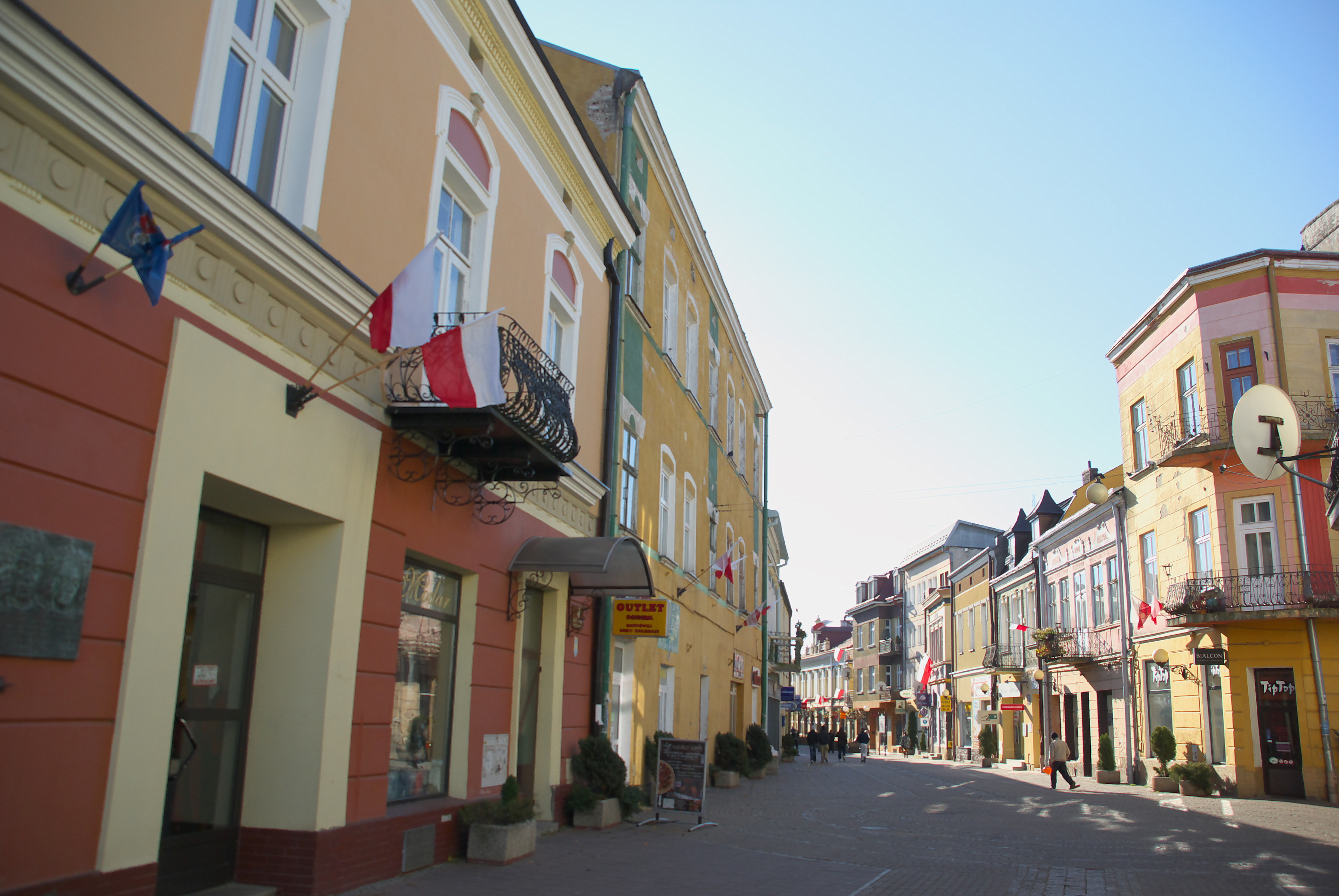
Ulica 3 Maja – miejsce pacyfikacji marszu

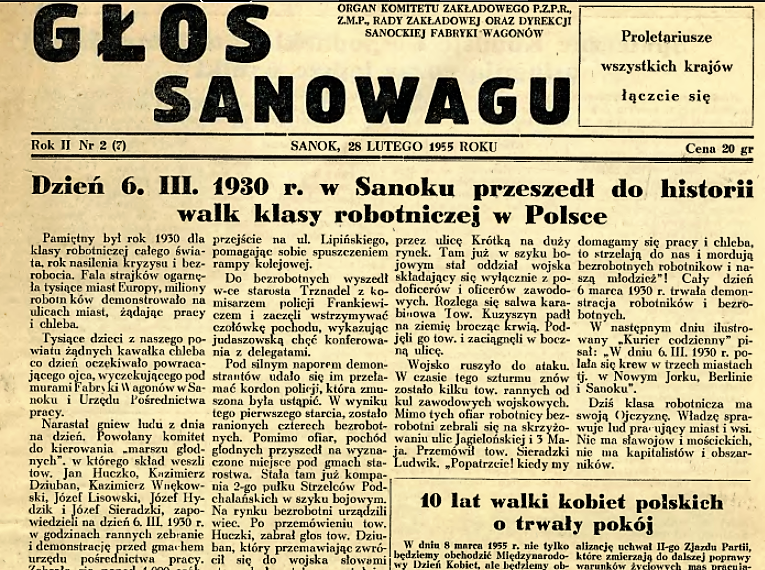
Rocznicowa wzmianka w PRL-owskiej gazecie z 1955 r.

Marsz Głodnych w Sanoku – zbiorowe wystąpienie bezrobotnych w Sanoku 6 marca 1930 r., w czasie wielkiego kryzysu.

## Przebieg
Przyczynami demonstracji było masowe bezrobocie, unikanie rozmów władz z bezrobotnymi, brak spełnienia ich żądań oraz zwolnienie części załogi Fabryki Wagonów. Z niegdyś zatrudnionych w fabryce 2000 robotników, w 1930 r. liczba pracowników zmalała do 600. Redukcja zatrudnienia przyczyniła się do niepokojów w fabryce. Z inicjatywy aktywistów Komunistycznej Partii Zachodniej Ukrainy prowadzono działania protestacyjne do 18 lutego 1930 r. Na początku marca 1930 r. powstał komitet bezrobotnych, w skład którego weszli sekretarz miejscowej komórki KPZU Kazimierz Wnękowski, Jan Huczko, Kazimierz Dziuban, Józef Lisowski, Józef Hydzik, Józef Sieradzki, a wśród organizatorów był m.in. Michał Bochorski. 5 marca delegacja komitetu bezrobotnych przekazała staroście Romualdowi Klimowowi listę żądań (zapomogi, żywność, opał), który początkowo odmówił wsparcia, a wobec gwałtownego zachowania protestujących obiecał wsparcie (funkcję burmistrza miasta pełnił wówczas Tadeusz Malawski). Demonstranci, początkowo przebywający na wiecu na sanockim rynku przed starostwem w liczbie 400 osób, zostali z niego wyparci przez policję. Następnie manifestanci udali się do dyrekcji fabryki z żądaniami zatrudnienia bezrobotnych, a wobec odrzucenia tych oczekiwań przy agitacji działaczy komunistycznych (przemawiał m.in. Kazimierz Wnękowski), zamierzali powrócić do miasta. Tłum robotniczy już w liczbie ok. 1000 uczestników ponownie ruszył w kierunku sanockiego rynku w gwałtownym marszu ulicą Kazimierza Lipińskiego, w przebiegu której na rampie kolejowej został wstrzymany przez funkcjonariuszy Policji Państwowej. Tam próbę powstrzymania pochodu podjęli wicestarosta Józef Trznadel oraz komisarz policji Frankiewicz, jednak robotnicy przerwali kordon policjantów i zmierzali do centrum miasta. Na rynku urządzono wiec, a przy tamtejszej studni zaimprowizowano trybunę, skąd przemawiali Huczko i Dziuban. Pod gmach położonego przy rynku gmachu starostwa została odkomenderowana kompania miejscowego 2 Pułku Strzelców Podhalańskich. Po zakończonej manifestacji bezrobotni ponownie udali się do fabryki, a wobec niewpuszczenia ich na teren zakładu, siłą włamali się na teren produkcyjny. Wówczas na wezwanie Huczki zakładowi robotnicy w liczbie ok. 2500 ruszyli do śródmieścia. Kroczyli ulicą ulicą Jagiellońską i ulicą 3 Maja, gdzie u zbiegu z ulicą Franciszkańską i ówczesną ulicą Józefa Piłsudskiego zostali zatrzymani. Według doniesień medialnych z tłumu miały paść strzały z rewolweru. Padły strzały ze strony jednostek skierowanych do zatrzymania protestujących. Doszło do starć z policją i wojskiem 2 Pułku Strzelców Podhalańskich, które rozpędziły demonstrację. Policja oddała strzały, w wyniku których kilka osób zostało rannych. Rozproszenia demonstracji dokonali żołnierze 2 PSP, zaś walki trwały ok. 8 godzin w obrębie kilku sąsiednich ulic.
Według różnych szacunków rannych zostało od 4 do ponad 20 protestujących (wzgl. 18), a także kilku policjantów. Po pacyfikacji policja dokonywała aresztowań protestujących (w liczbie 150 robotników), zaś w późniejszym czasie przywódcy demonstracji byli skazywani na wyroki więzienia (Jan Huczko otrzymał karę 2,5 roku, inni od 2 tygodni do 6 miesięcy). Według różnych źródeł w manifestacji brało udział ok. 1500, a inne szacunki wskazały nawet 3000 uczestników. Wśród uczestników marszu byli m.in. Jakub Kolano, Jan Żołnierczyk.
O wydarzeniu informowały tytuły prasowe w Polsce i za granicą. „Ilustrowany Kurier Codzienny” napisał: W dniu 6 marca 1930 r. polała się krew w trzech miastach, tj. w Nowym Jorku, Berlinie i Sanoku.
Winą za strzały oddane w kierunku protestujących, w opinii nie tylko środowiska robotniczo-komunistycznego, ale również ze strony ruchu narodowego, był obarczany starosta sanocki Romuald Klimów.

## Upamiętnienie

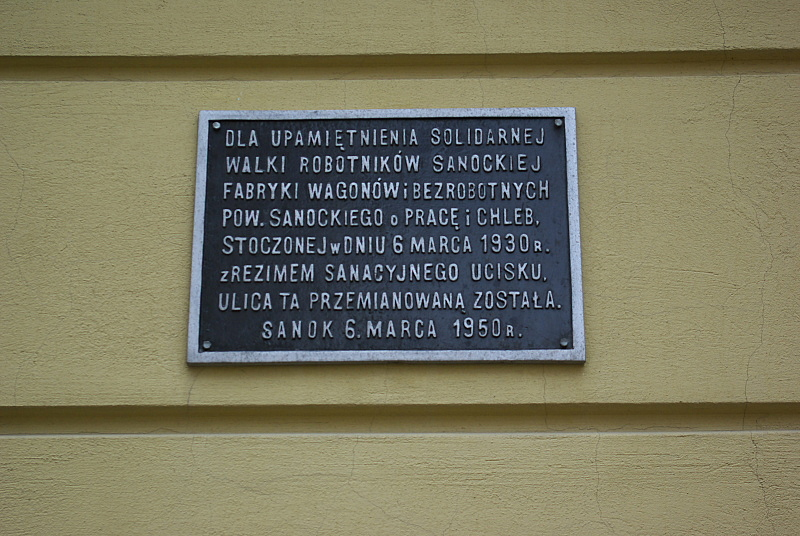
Tablica pamiątkowa na kamienicy przy ulicy Marszałka Józefa Piłsudskiego 2

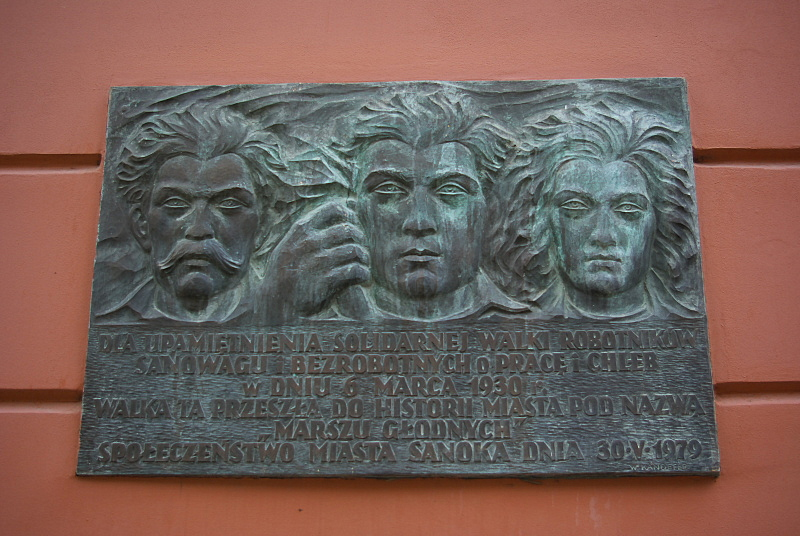
Tablica pamiątkowa na kamienicy przy ulicy 3 Maja 3

W okresie PRL organizowano w Sanoku uroczystości rocznicowe Marszu Głodnych. 6 marca 1950 – w 20. rocznicę wydarzeń – decyzją Powiatowej Rady Narodowej w Sanoku przemianowano ulicę Józefa Piłsudskiego na ulicę 6 Marca. W późniejszych latach została przywrócona nazwa ulicy Józefa Piłsudskiego.
Wydarzenie zostało upamiętnione na dwóch tablicach pamiątkowych umieszczonych na fasadach kamienic, położonych naprzeciw siebie, przy których marsz miał miejsce:
- Tablica ustanowiona w 20. rocznicę wydarzeń. Została odsłonięta 5 marca 1950 przez burmistrza Józefa Dąbrowskiego[24]. Znajduje się na fasadzie kamienicy przy ulicy Józefa Piłsudskiego 2 (wówczas przemianowana na 6 Marca). Inskrypcja na tablicy głosi: „Dla upamiętnienia solidarnej walki robotników Sanockiej Fabryki Wagonów i bezrobotnych pow. sanockiego o pracę i chleb, stoczonej w dniu 6 marca 1930 r. z reżimem sanacyjnego ucisku, ulica ta przemianowana. Sanok, 6 marca 1950 r.”[25].
- Tablica upamiętniająca odsłonięta z inicjatywy władz 30 maja 1979 na fasadzie kamienicy przy ówczesnej ulicy 22 Lipca 3 (obecnie ulica 3 Maja 3)[26][26][27][28]. Inskrypcja głosi: „Dla upamiętnienia solidarnej walki robotników Sanowagu i bezrobotnych o pracę i chleb w dniu 6 marca 1930 r. Walka ta przeszła do historii miasta pod nazwą „Marszu Głodnych”. Społeczeństwo miasta Sanoka dnia 30.V.1979.”[29]. Tablicę zaprojektował i wykonał Władysław Kandefer[30]. Odsłonięcia dokonał I sekretarz KM PZPR Wiesław Skałkowski[31]. Pierwotnym projektantem i wykonawcą tablicy pod koniec lat 70. miał być Roman Tarkowski, który przerwał podjęte prace w tym zakresie[32].
- Członek Robotniczego Stowarzyszenia Twórców Kultury (RSTK) w Sanoku przy fabryce Autosan Henryk Szarek wykonał rzeźbę pt. „Marsz Głodnych”, która w 1988 została przekazana trzem uczestnikom tego wydarzenia[33].

Pisarz Kalman Segal w swojej powieści pt. Nad dziwną rzeką Sambation, napisanej w 1955 i wydanej w 1957, zawarł odniesienia do Marszu Głodnych w Sanoku.
Od lat 90. w Święto Pracy 1 maja pod tablicą z 1979 działacze lewicowi (początkowo SdRP, następnie SLD) corocznie składają kwiaty i oddają cześć protestującym.